# セント・アンドルー・シンジョン (第14代ブレッツォのシンジョン男爵)
第14代ブレッツォのシンジョン男爵セント・アンドルー・シンジョン（英語: St Andrew St John, 14th Baron St John of Bletso PC FRS FSA、1759年8月22日 – 1817年10月15日）は、イギリスの政治家、イングランド貴族。庶民院議員（1780年 – 1784年、1785年 – 1805年）、恩給紳士隊隊長（在任：1806年 – 1808年）を務めた。

## 生涯
第12代ブレッツォのシンジョン男爵ジョン・シンジョンと妻スザンナ・ルイーザ（Susanna Louisa、旧姓シモンド（Simond）、1725年ごろ – 1805年10月17日 バース、ピーター・シモンドの娘）の三男として、1759年8月22日にノーサンプトンシャーのウッドフォードで生まれた。1773年にリンカーン法曹院に入学、1782年に弁護士資格免許を取得した。1776年10月15日、ケンブリッジ大学セント・ジョンズ・カレッジに入学した。
1780年イギリス総選挙でベッドフォード公爵夫人ガートルード・ラッセルの支持を受けて、野党候補としてベッドフォードシャー選挙区から出馬した。現職議員のロバート・ヘンリー＝オングリーは第2代ハードウィック伯爵フィリップ・ヨークの支持を受けたものの、ベッドフォード公爵夫人からは支持されず、ベッドフォードシャーの大半を遊説したのち立候補をあきらめた。これによりシンジョンは無投票で当選した。このとき、もう1人の現職議員である第2代アッパー・オソリー伯爵ジョン・フィッツパトリックはベッドフォード公爵夫人の支持を受け、同じく無投票で再選した。
シンジョンはチャールズ・ジェームズ・フォックスの友人であり、議会でもフォックス派として行動し、1783年2月にシェルバーン伯爵内閣のアメリカ独立戦争予備講和条約への反対演説をして、同年5月に選挙改革に賛成票を投じた。そして、フォックス＝ノース連立内閣が成立すると1783年4月2日から12月19日まで外務省政務次官を務めた。1784年イギリス総選挙ではアッパー・オソリー伯爵とともにフォックス派として再選を目指し、オングリー男爵（ヘンリー＝オングリーが1776年に叙爵）も小ピット派として再度立候補した。アッパー・オソリー伯爵は1,050票で難なく当選したが、シンジョンとオングリーは大接戦となり、選管は4月19日に974票対973票でシンジョンの当選を宣告した。オングリーは選挙申し立てで選管のミスを指摘して、7月1日に庶民院による当選宣告を受けたが、これを受けてシンジョンもオングリーと選挙不正と選管の不公正を主張して選挙申し立てを提出した。以降2人の得票が詳しく調べられたため審議が長引いたが、1785年5月19日に裁定が下され、シンジョンが829票対825票で改めて当選を宣告された。この選挙戦ではオングリーが6千ポンド以上を投入し、アッパー・オソリー伯爵も選挙経費としてベッドフォード公爵家から5千ポンドを受け取った。議会では1787年にウォーレン・ヘースティングズの弾劾裁判において弾劾委員会の一員を務めた。
1790年、1796年、1802年の総選挙で再選した。この時期は小ピットの長期政権の時期であり、シンジョンはフランス革命戦争参戦に反対票を投じ（1793年2月）、チャールズ・グレイの議会改革動議に賛成票を投じ（1793年5月、1797年5月）、扇動集会法案では反対側の投票計算係を務め（1795年11月）、第3代ポートランド公爵ウィリアム・キャヴェンディッシュ＝ベンティンクの入閣（1794年）でポートランド公爵派が与党に転じたときも野党の立場を変えなかった。また、この入閣でポートランド公爵派とフォックス派が分裂し、フォックス派の議会活動が低調になったが、シンジョンはその後も1798年アイルランド反乱をめぐり政府のアイルランド政策に反対（1798年6月）、消費税法案に反対（1798年12月、1800年4月、1800年6月）、グレートブリテン王国とアイルランド王国の合同法案に反対（1799年2月）、人身保護法停止に反対（1800年2月、1800年12月）、フランス革命戦争での単独講和に賛成（1800年12月）するなど議会で活躍し、『タイムズ』紙は1800年12月にシンジョンを野党の「副会長」（deputy chairman）と形容した。1801年にアディントン内閣が成立したが、シンジョンは野党の立場を維持し、1802年にアミアンの和約が締結されるとフランスを訪れ、1803年5月には議会でナポレオン戦争の開戦に反対した。第2次小ピット内閣期（1804年 – 1806年）にも野党の立場を維持した。
1805年12月18日に兄ヘンリー・ビーチャムが死去すると、ブレッツォのシンジョン男爵位を継承した。1806年2月に挙国人材内閣が成立すると、2月12日に恩給紳士隊隊長に任命され、同日に枢密顧問官に任命された。挙国人材内閣は1807年に倒れ、シンジョンも1808年3月2日までに恩給紳士隊隊長を退任した。
1808年2月18日、王立協会フェローに選出された。同年にロンドン好古家協会フェローに選出された。
1817年10月15日にベッドフォードシャーのメルチボーン・パークで死去、同名の息子セント・アンドルーが爵位を継承した。

## 家族
1807年7月16日、ルイーザ・ルース＝ボートン（Louisa Rouse-Boughton、1785年 – 1860年7月9日、第9代準男爵サー・チャールズ・ルース＝ボートンの娘）と結婚、1男1女をもうけた。
- セント・アンドルー（英語版）（1811年11月8日 – 1874年1月27日） - 第15代ブレッツォのシンジョン男爵[3]
- ルイーザ・バーバラ（1818年 – 1880年10月27日） - 1837年7月15日、第25代マクラウド氏族長ノーマン・マクラウド（英語版）と結婚、子供あり[10][11]